# Viktor Sternad
Viktor Sternad (* 23. September 1921 in Brünn, Tschechoslowakei; † 16. Juli 2001 in Wiesbaden) war ein deutscher Textilingenieur. 

## Leben und Wirken
Viktor Sternad wurde in Brünn geboren und wuchs in Katharinberg bei Reichenberg auf. Beide Orte waren damals Textilzentren im böhmisch-mährischen Raum. Seine Eltern entstammten Tuchmacherfamilien, der Vater war Direktor einer Feintuchfabrik in Katharinberg.
Nach seiner Rückkehr aus der Kriegsgefangenschaft  unterstützte Viktor Sternad den Aufbau der väterlichen Tuchfabrik (Streichgarnspinnerei und Weberei) in Krautheim/Jagst, bevor er sein Studium an der Textilingenieurschule in Aachen aufnahm. Nach Abschluss des Studiums übernahm er als Diplom-Ingenieur für 13 Jahre die technische Leitung des Familienbetriebes "Textilfabrik Viktor Sternad" in Krautheim/Jagst. 
Ab 1963 war Sternad zunächst Lehrbeauftragter, später Studien- bzw. Baurat an der Staatlichen Ingenieurschule für Textiltechnik in Lambrecht/Pfalz. Er gab seine umfangreichen theoretischen und praktischen Erfahrungen an Studenten der Textiltechnik weiter, die aus einer Vielzahl von Herkunftsländern stammten. Ab 1971 vertrat er als Dozent das Lehrgebiet „Spinnerei“ im Fachbereich Textiltechnik an der Fachhochschule des Landes Rheinland-Pfalz, Abteilung Kaiserslautern, der heutigen Hochschule Kaiserslautern. Daneben lehrte Sternad zahlreiche Begleitfächer wie Technisches Zeichnen, Fabrikanlagen, Arbeitsschutz und Bindungstechnik. 1974 erfolgte seine Ernennung zum Professor. Acht Jahre war er Prodekan des Fachbereichs. Sternad engagierte sich als Vorsitzender des Förderungsausschusses langjährig für die Studienförderung nach dem Honnefer Modell und dem BAföG. Als „Doktorvater“ betreute er u. a. die Promotionen zweier Hochschulassistenten im Ausland. 1982 war Prof. Sternad anlässlich eines Lehrauftrags für ein Semester an der Universität Izmir (Türkei) tätig. 1986 trat er nach Vollendung des 65. Lebensjahres in den Ruhestand.

## Referenzen
Freundeskreis der Fachhochschule Kaiserslautern, FH-Informationen, 1/87: "Professor Sternad"
Die Rheinpfalz, Nr. 228, Kaiserslauterer Rundschau, Donnerstag, 2. Oktober 1986: "Professoren im Ruhestand"
| Personendaten    | Personendaten                           |
| ---------------- | --------------------------------------- |
| NAME             | Sternad, Viktor                         |
| KURZBESCHREIBUNG | deutscher Textiltechniker und Professor |
| GEBURTSDATUM     | 23. September 1921                      |
| GEBURTSORT       | Brünn, Mähren, Tschechoslowakei         |
| STERBEDATUM      | 16. Juli 2001                           |
| STERBEORT        | Wiesbaden                               |